# Francisco Vargas
Francisco Vargas, född 12 november 1963, är en friidrottare från Colombia. Han deltog vid olympiska sommarspelen 1984.